# コルンバノ・ボルダロ・ピニェイロ
コルンバノ・ボルダロ・ピニェイロ（Columbano Bordalo Pinheiro、1857年11月21日 - 1929年11月6日）はポルトガルの画家である。

## 略歴
現在はアルマダの一部となった港町カシーリャスに生まれた。父親のマヌエル・マリア・ボルダロ・ピニェイロ(Manuel Maria Bordalo Pinheiro:1815-1880)は画家で、姉に画家となったマリア・アウグスタ(Maria Augusta de Prostes Bordalo Pinheiro :1841-1915) がいて、兄のラファエル・ボルダロ・ピニェイロ(Rafael Bordalo Pinheiro:1846-1905)は風刺画家、イラストレーター、陶芸家として知られる。リスボンの美術学校で画家のミゲル・アンジェロ・ルピ(Miguel Ângelo Lupi)や彫刻家のジョゼ・シモンエス・デ・アルメイダ(José Simões de Almeida)に学んだ。
卒業後、国王フェルナンド2世とマリア2世が創設した奨学金を得て、パリに留学し、エドゥアール・マネやエドガー・ドガの影響を受けた。1882年にはサロン・ド・パリに出展した。
ポルトガルに戻った後、リスボンのレストラン、「Leão de Ouro（黄金のライオン）」に集まった美術家、作家、知識人たちとポルトガルの芸術の革新」を目指す「Grupo do Leão（ライオンの会）」という美術グループを設立した。このグループには兄のラファエル・ボルダロ・ピニェイロやジョゼ・マリョーアがメンバーとなった。
ポルトガルの有力者の肖像画を描き、評判となり、リスボンの軍事博物館の装飾画も描いた。1901年にリスボンの美術学校の歴史画の教授となった。ポルトガルで共和派が権力を握った後の1911年に創立されたポルトガル現代美術館の館長に1914年に任命された。館長の仕事は1927年まで続けた。共和制になった後の国旗のデザインを決める委員会の委員も務めた。
1919年にサンティアゴ・ダ・エスパーダ騎士団勲章(Ordem Militar de Sant'Iago da Espada) のGrande-Oficialを受勲し、1920年にGrã-Cruzを受勲した。

## 作品

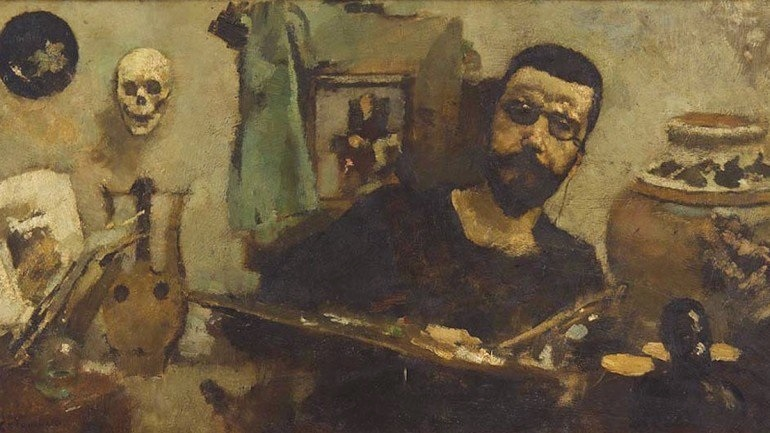
自画像 (1884)
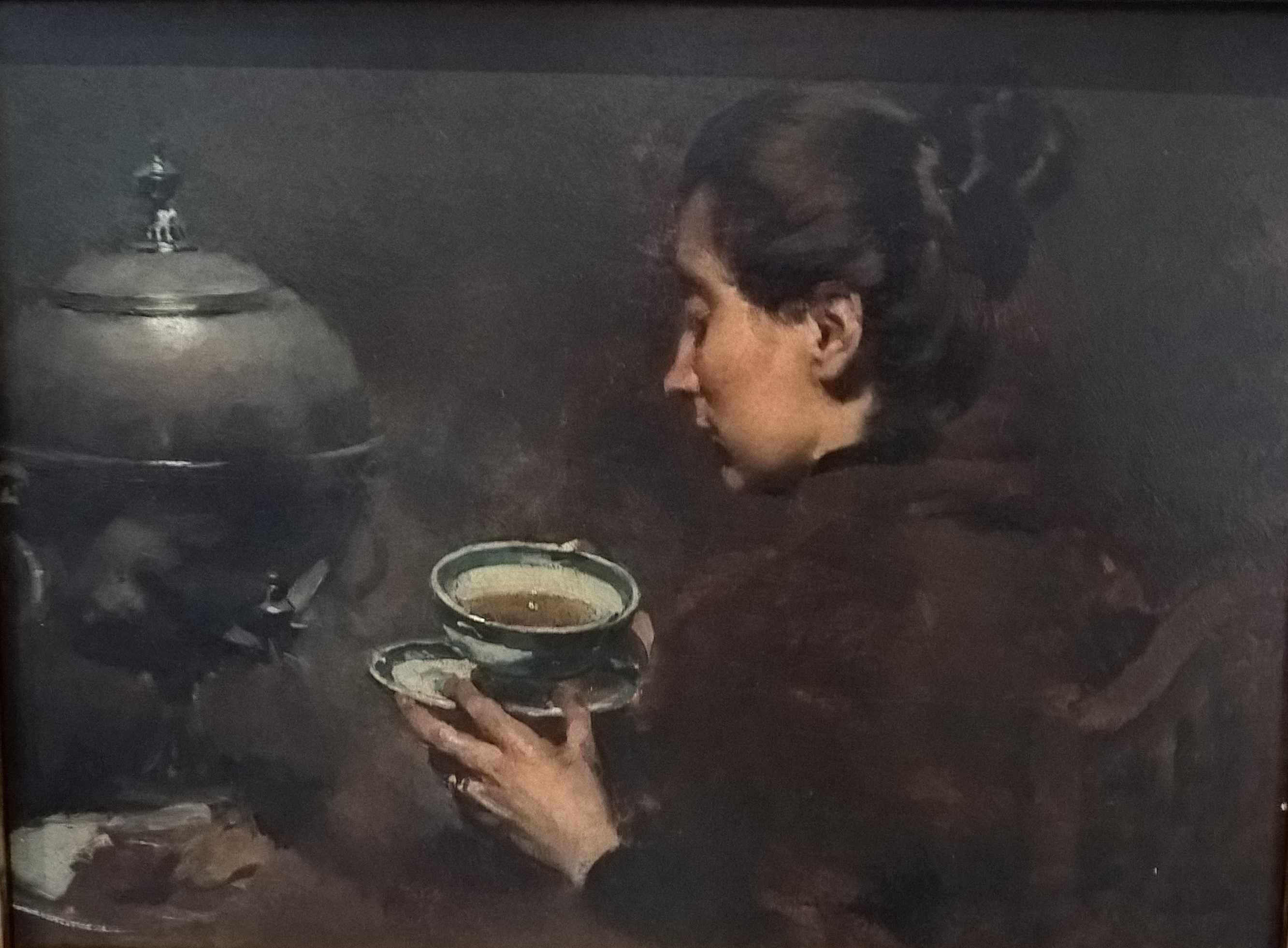
一杯の紅茶 (1898)
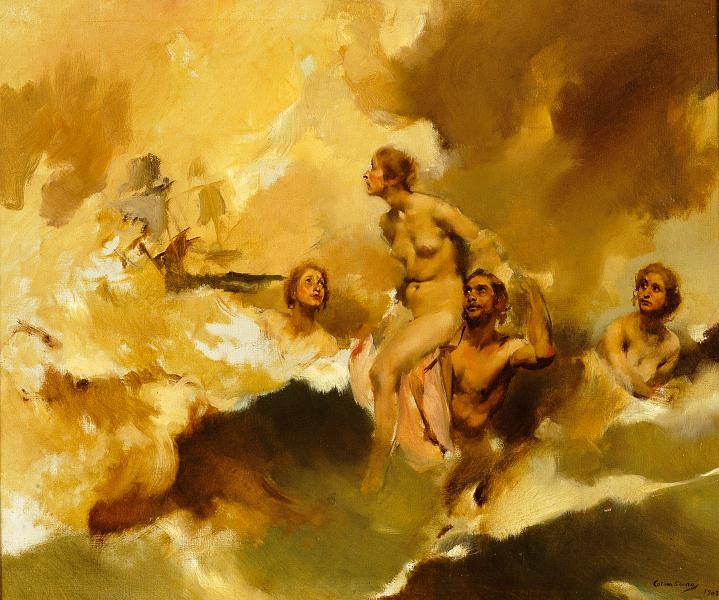
Tágides

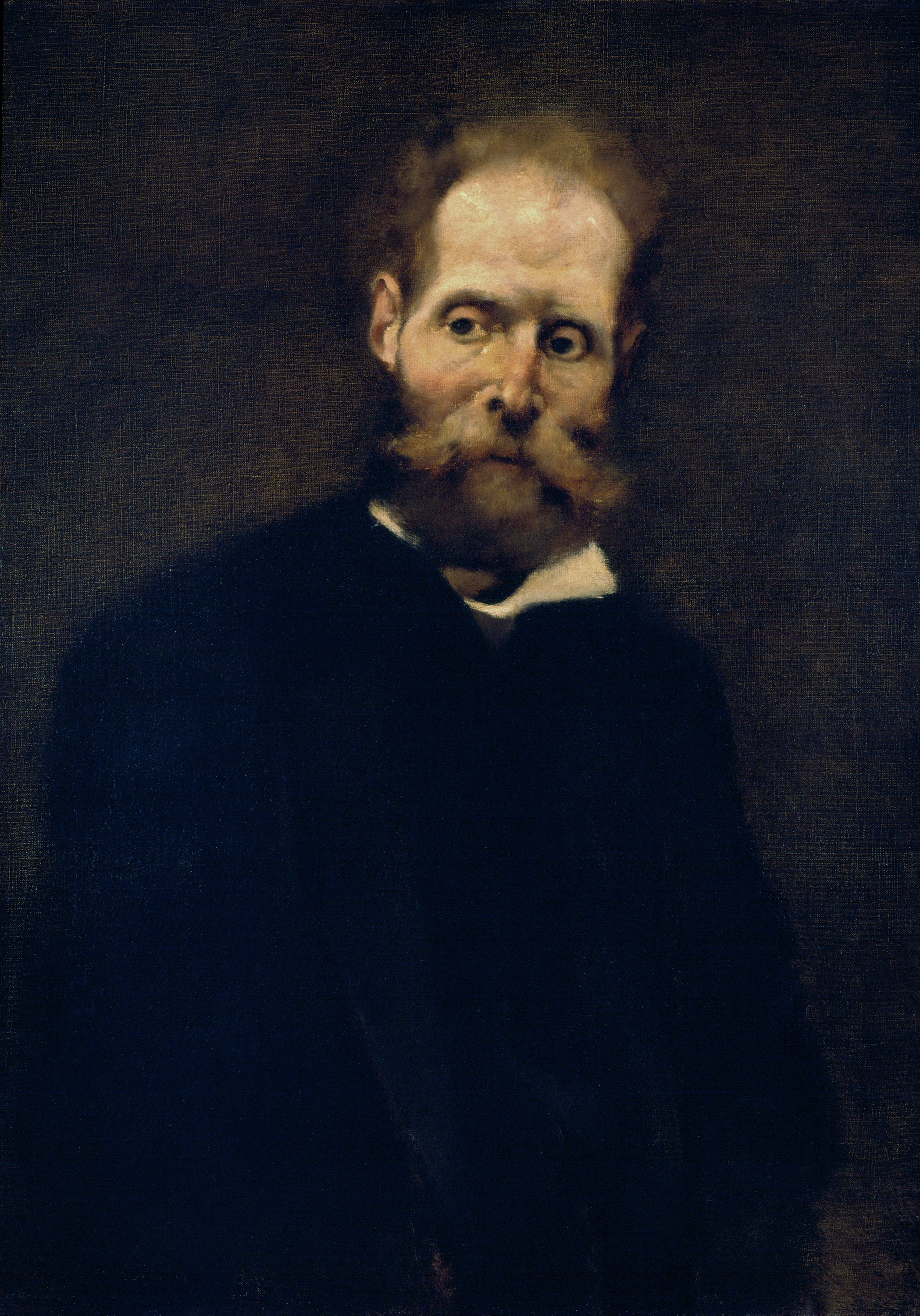
Antero de Quental-詩人
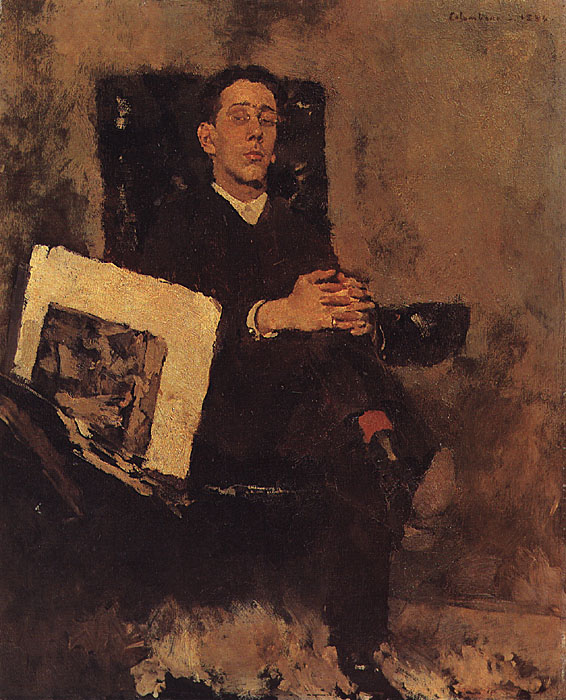
Manuel Gustavo Bordalo Pinheiro-甥の肖像画
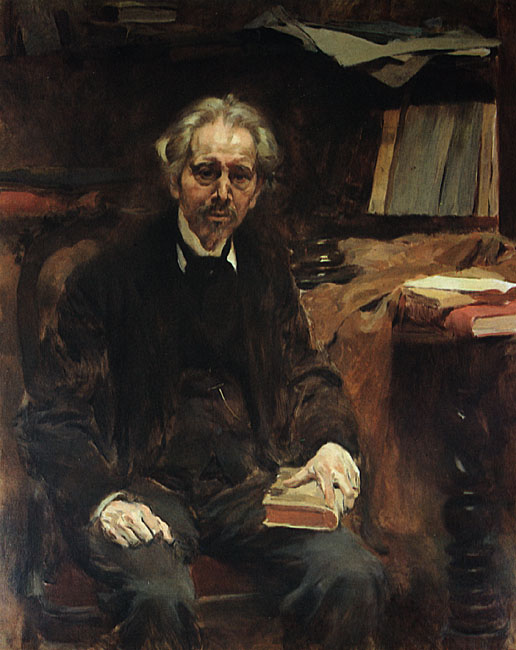
テオフィロ・ブラガ-作家
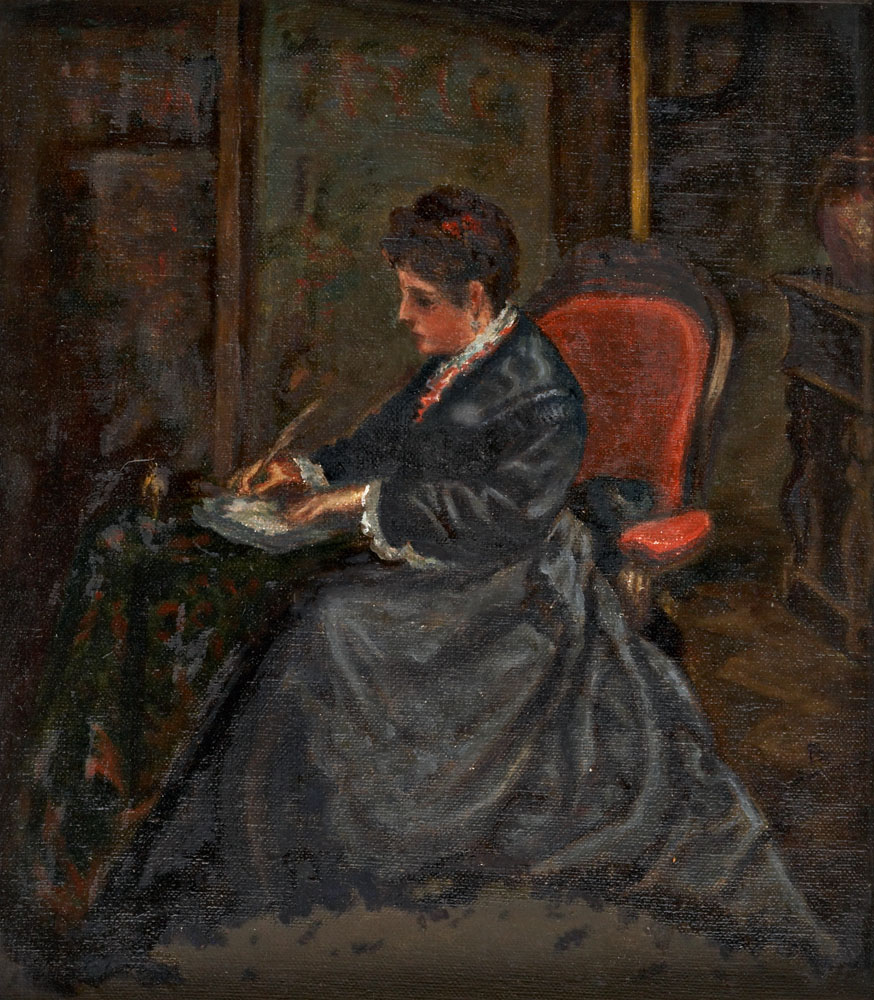
エドラ伯爵夫人の肖像画